# Berta Drews
Berta Emilie Helene Drews (Berlino, 19 novembre 1901 – Berlino Ovest, 10 aprile 1987) è stata un'attrice tedesca.

## Vita privata
È stata sposata con l'attore Heinrich George ed ha avuto due figli, uno dei quali l'attore Götz George.

## Filmografia parziale

### Cinema
- Hitlerjunge Quex, regia di Hans Steinhoff (1933)
- L'imperatore della California (Der Kaiser von Kalifornien), regia di Luis Trenker (1936)
- Sei ore di permesso (Urlaub auf Ehrenwort), regia di Karl Ritter (1938)
- Allarme al n 3 (Alarm auf Station III), regia di Philipp Lothar Mayring (1939)
- La grande ombra (Der große Schatten), regia di Paul Verhoeven (1942)
- Mädchen hinter Gittern, regia di Alfred Braun (1949)
- Femmina del porto (Lockende Gefahr), regia di Eugen York (1950)
- Ave Maria, regia di Alfred Braun (1953)
- Anastasia l'ultima figlia dello zar (Anastasia - Die letzte Zarentochter), regia di Falk Harnack (1956)
- Il mostro di Magendorf (Es geschah am hellichten Tag), regia di Ladislao Vajda (1958)
- Polikuska (Polikuschka), regia di Carmine Gallone (1958)
- La donna dell'altro (Jons und Erdme), regia di Victor Vicas (1959)
- La confessione di carnevale (Die Fastnachtsbeichte), regia di William Dieterle (1960)
- Troppo giovane per l'amore (Zu jung für die Liebe?), regia di Erica Balqué (1961)
- Mal d'Africa... mal d'amore! (Unser Haus in Kamerun), regia di Alfred Vohrer (1961)
- Lo scandalo Sibelius (Frauenarzt Dr. Sibelius), regia di Rudolf Jugert (1962)
- Assassino nella nebbia (Nebelmörder), regia di Eugen York (1964)
- Einer von uns beiden, regia di Wolfgang Petersen (1974)
- Il tamburo di latta (Die Blechtrommel), regia di Volker Schlöndorff (1979)

### Televisione
- Jedermannstraße 11 - serie TV, 26 episodi (1962-1965)
- Der Kommissar - serie TV, 2 episodi (1970, 1972)